# ترپپارینمکی

تُرْپْپارینْمَکی در نقشه هلسینکی

تُرْپْپارینْمَکی بخشی از منطقه هلسینکی بزرگ در فنلاند است.تُرْپْپارینْمَکی یک منطقه مسکونی است که در شمال کمربندی آِی  واقع شده است.